# Plan Vance-Owen
Début janvier 1993, le délégué spécial de l'ONU, Cyrus Vance, et le représentant de l'Union européenne, David Owen, commencèrent les pourparlers d'une proposition de paix avec les chefs des différentes ethnies de Bosnie-Herzégovine. La proposition, connue sous le nom de « plan de paix de Vance-Owen », impliquait la division de la Bosnie en dix régions semi-autonomes et reçut le soutien de l'ONU. Cependant, le 5 mai, l'assemblée autoproclamée Republika Srpska  rejeta le plan de Vance-Owen et le 18 juin, Lord Owen déclara que le plan était « mort ».
Étant donné la vitesse à laquelle la division territoriale et le nettoyage ethnique s'étaient produits, le plan était déjà désuet avant d'être annoncé. C'était la dernière proposition visant à défendre une Bosnie-Herzégovine mélangée et unie ; les propositions suivantes étant imposées ou contenant des éléments de rupture.
Le 1er avril, Cyrus Vance annonça sa démission en tant que délégué spécial au secrétariat général de l'ONU. Il fut remplacé par le ministre des Affaires étrangères norvégien Thorvald Stoltenberg le 1er mai.